# Morvan
Pour les articles homonymes, voir Morvan (homonymie).
Le Morvan (anciennement Morvand) est un massif de moyenne montagne situé en Bourgogne-Franche-Comté, aux confins des départements de la Côte-d'Or, de la Nièvre, de Saône-et-Loire et de l'Yonne, entourée de dépressions péri-morvandelles constituées de plaines sédimentaires que sont à l'ouest le Bazois, au nord la Terre-Plaine, au nord-est l'Auxois, au sud-est l'Autunois et au sud, le Charolais.
Il est la plus petite zone de montagne de France tant en surface qu'en altitude (de 400 à 901 m avec une moyenne vers 600 m). Il est un reste du massif hercynien, comme le Massif central ou le Massif armoricain, constitué de granite et de roches volcaniques anciennes. Sur le plan écologique, la majeure partie de sa surface se trouve à l'étage collinéen, mais ses sommets sont à l'étage montagnard. Sur le plan climatique, il est à la charnière entre climat océanique et climat continental avec en plus une influence montagnarde.
Le point culminant du massif du Morvan est le Haut-Folin (901 m d'altitude). La région est marquée par un réseau hydrographique dense, avec notamment de nombreux lacs artificiels, ainsi que par un fort boisement. Le Morvan est constitué en parc naturel régional depuis 1970. Il peut être considéré comme l'extrémité nord-est du Massif central, auquel il est administrativement rattaché.
Les habitants du Morvan sont les Morvandiaux et les Morvandelles. On trouve aussi dans d'anciens écrits les termes Morvandeaux (ou plus rarement Morvandaux).

## Toponymie
Le nom est attesté dès l'époque gallo-romaine sous la forme Morvinnico « du Morvan », puis Murvinnum vers 590. Dès le XIIIe siècle des consonnes finales non étymologiques apparaissent en finale, -t jusqu'au XVIIe siècle, -d ensuite : Morvand en 1759 sur la carte de Cassini et aussi dans Baudiau en 1865.
Ce nom a peu inspiré les étymologistes, absent des grands ouvrages classiques ou considéré comme d'origine obscure. Jacques Lacroix propose avec prudence un modèle gaulois *maro-vidu-enno, du gaulois maro « grand », vidu/vidua « forêt » et suffixe locatif -enno. Pierre-Henri Billy évoque quant à lui une racine indo-européenne *mor-u- signifiant « sombre, noir » (notion souvent associée à des hauteurs boisées, telles la Forêt-Noire et les montagnes Noires), complétée du même suffixe -enno.
Le nom du Morvan est donc vraisemblablement d'origine celtique et semble évoquer une hauteur boisée d'aspect sombre ou de grande étendue.

## Géographie

### Délimitation administrative

Carte de Bourgogne représentant les anciens cantons, les arrondissements et les départements administrativement rattachés au massif du Morvan.

Le massif du Morvan est souvent considéré comme l'extension nord-est du Massif central. Le décret no 2004-69 du 16 janvier 2004 relatif à la délimitation des massifs inclut en effet les cantons du Morvan dans le Massif central.
Ainsi, le massif du Morvan couvre administrativement une superficie de 513 442 hectares et comprend les 19 anciens cantons suivants :
| - Côte-d'Or : - canton de Liernais - canton de Précy-sous-Thil - canton de Saulieu - Nièvre : - canton de Château-Chinon (Ville) - canton de Châtillon-en-Bazois - canton de Corbigny - canton de Fours - canton de Lormes - canton de Luzy - canton de Montsauche-les-Settons - canton de Moulins-Engilbert |  |  | - Saône-et-Loire : - canton de Bourbon-Lancy - canton d'Issy-l'Évêque - canton de Lucenay-l'Évêque - canton de Mesvres - canton de Saint-Léger-sous-Beuvray - Yonne : - canton de Quarré-les-Tombes |

### Topographie

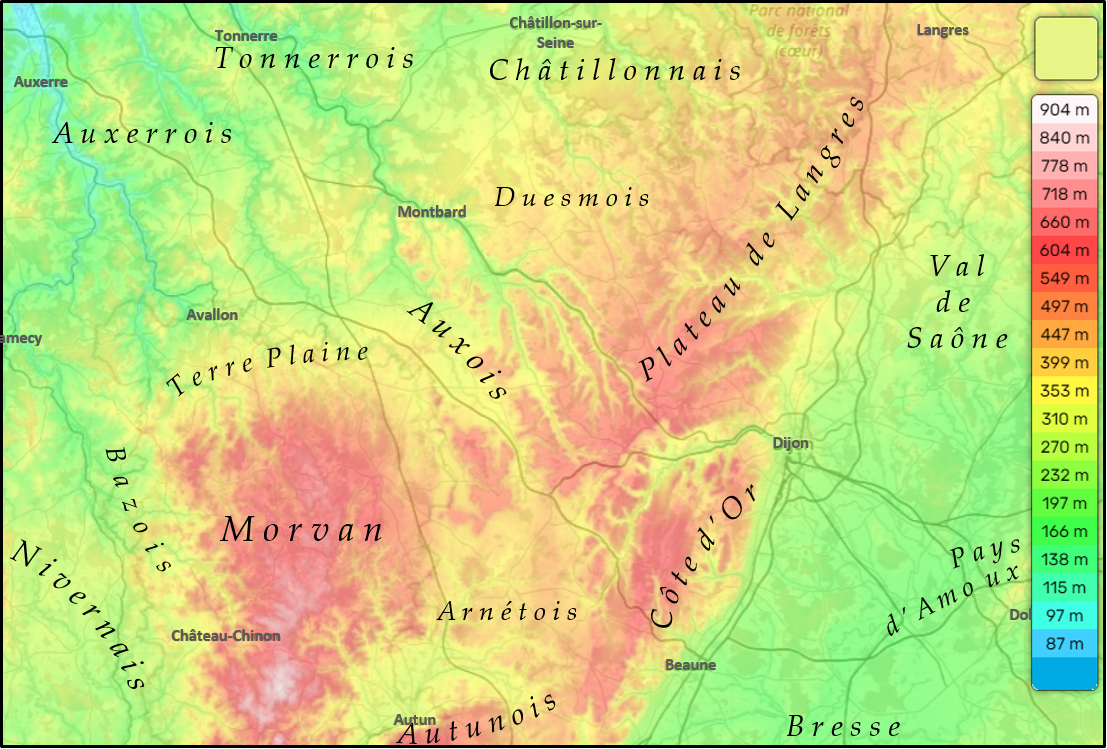
Carte topographique de la région dans laquelle le Morvan se situe.

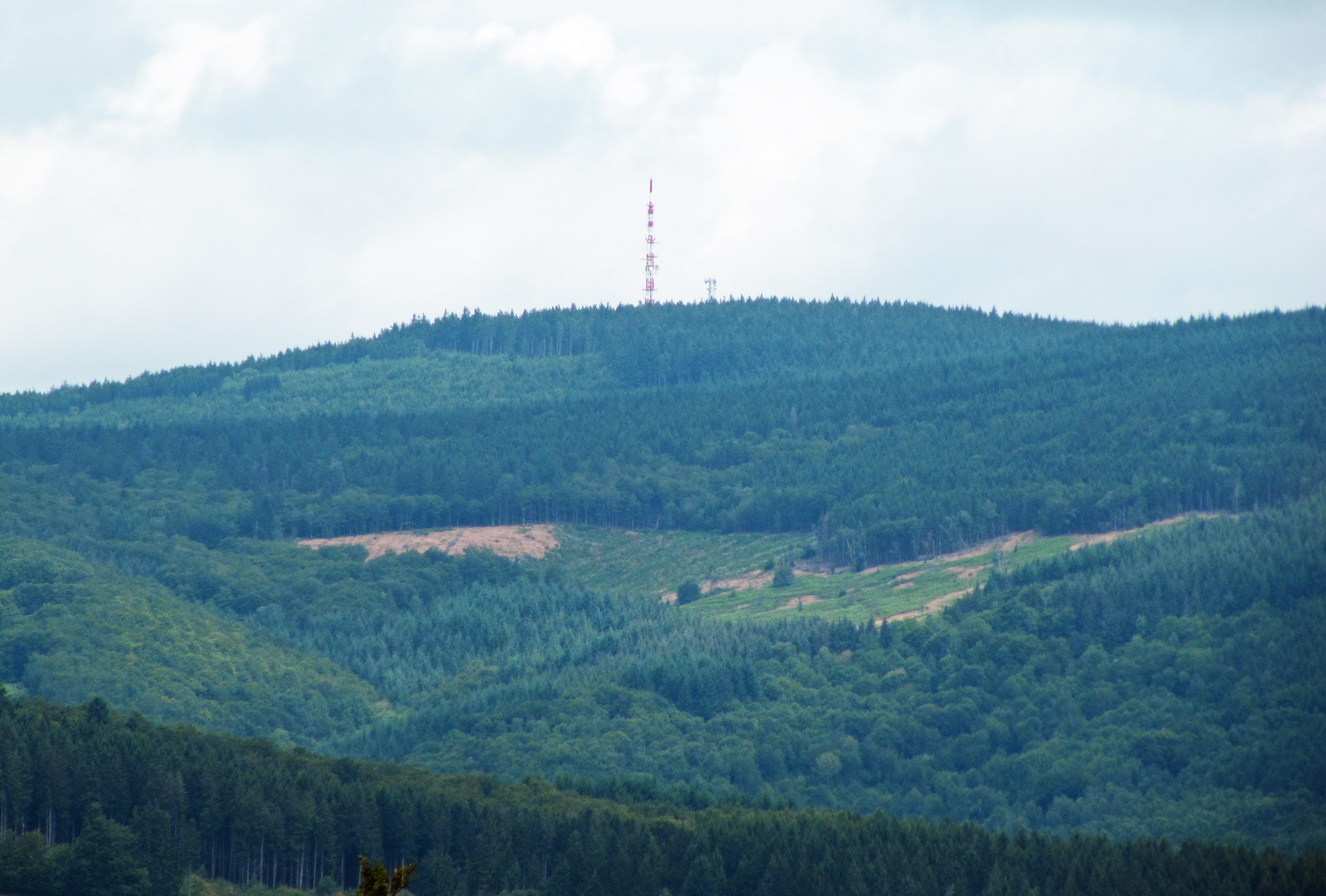
Le Haut-Folin et son relais de télévision (901 m).

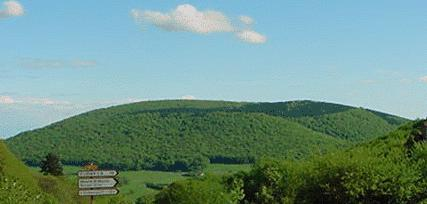
Le mont Beuvray (821 m).

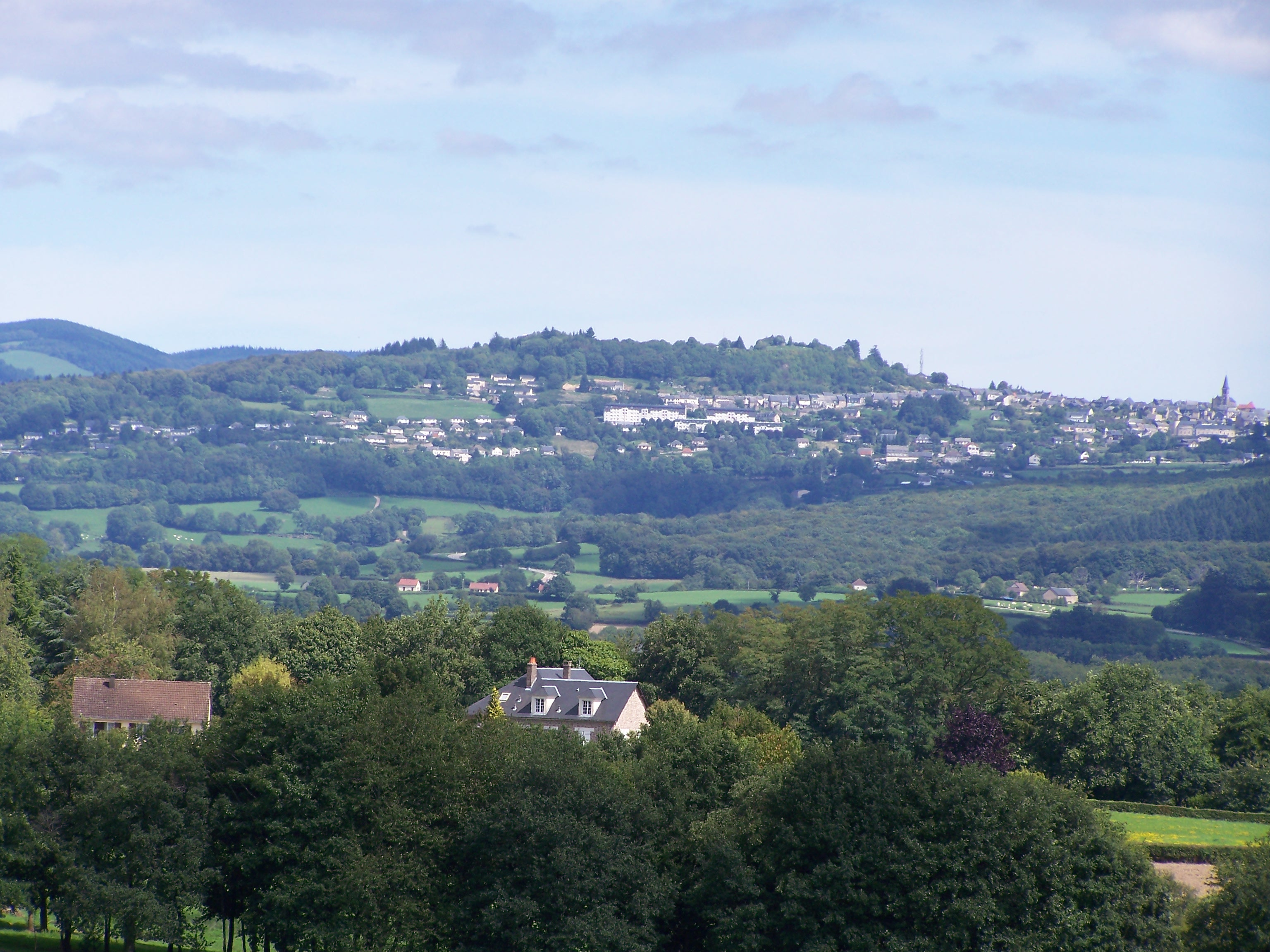
Château-Chinon sur les flancs du Calvaire.

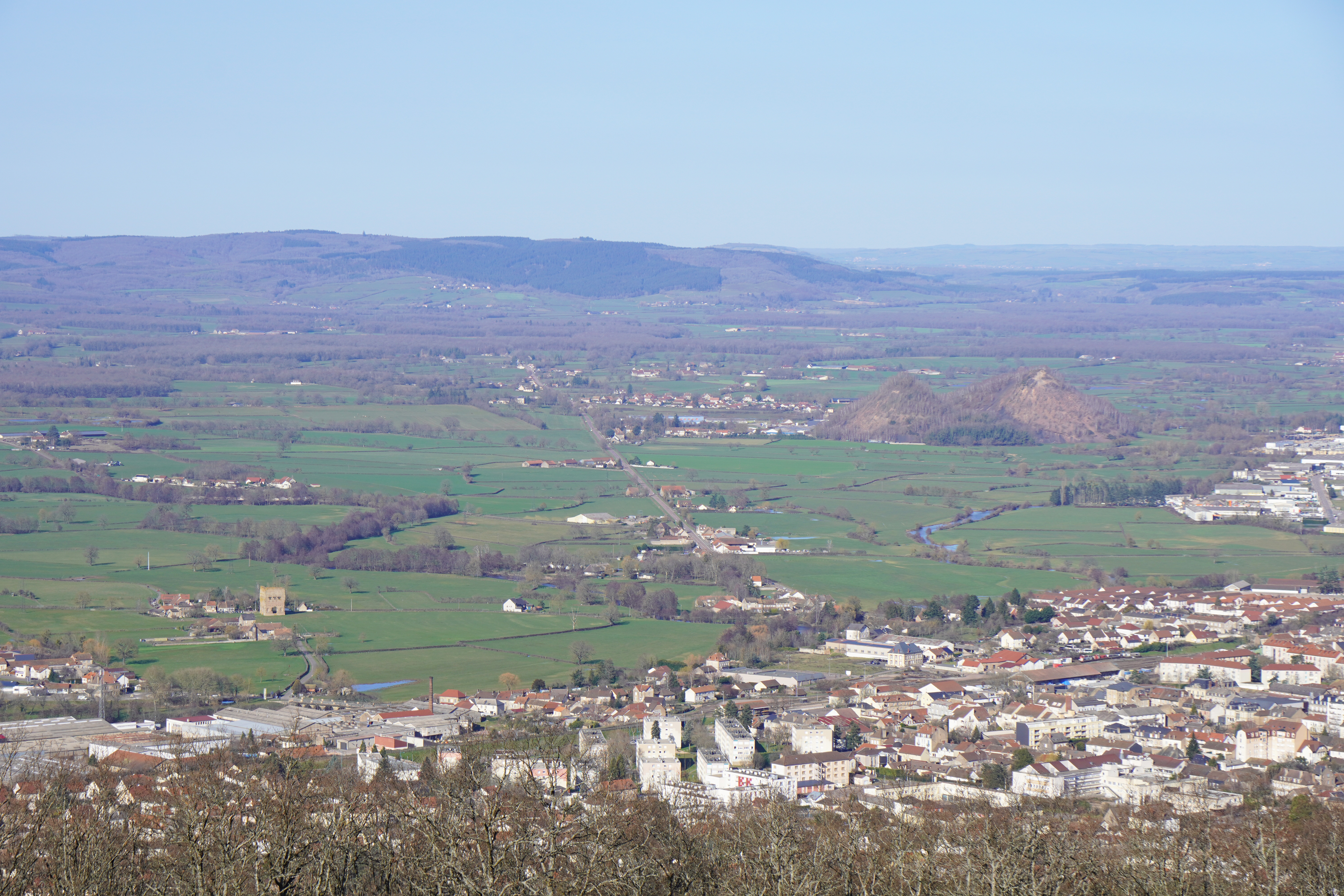
Panorama sur la plaine d'Autun depuis la Croix de la Libération (mont Saint-Sébastien).

Au nord, le Morvan ressemble à un vaste plateau bosselé qui s'élève lentement lorsque l'on avance vers le sud. Ces ondulations, qui s'étagent et viennent rejoindre en pente douce le Bassin parisien au nord-ouest, forment le Bas-Morvan. L'altitude n'y dépasse pas 600 mètres. Dans la partie inférieure, au sud de Montsauche-les-Settons, se dressent les plus hauts sommets du Haut-Morvan.
Le Morvan ne possède pas de monts très élevés puisque l'altitude maximale est atteinte dans la chaîne du Bois du Roi par le Haut-Folin et ses 901 mètres. D'autres monts atteignent ou dépassent tout de même les 800 mètres :
- Le Grand Montarnu (point culminant de la Nièvre) : 857 m
- Le mont Préneley : 855 m
- Le Bas-Folin : 832 m
- Le mont Beuvray : 821 m
- Le Bois de la Loge : 818 m
- Le Télégraphe, ou Tureau des Grands Bois : 800 m

Le massif du Bois du Roi compte quelques monts secondaires comme le Haut Forgeot (809 m), les Trois Bornes (838 m) ou le Brûlé (882 m).
D'autres monts du Morvan sont :
- La roche de Suize : 796 m
- Le mont Moux : 753 m
- Le Nid au Vautour : 684 m
- Le signal d'Uchon : 681 m
- Le mont Saint-Sébastien : 609 m
- Le calvaire à Château-Chinon : 609 m
- Le mont Touleur : 581 m
- La montagne de Bard : 553 m
- Le mont Dardon : 506 m

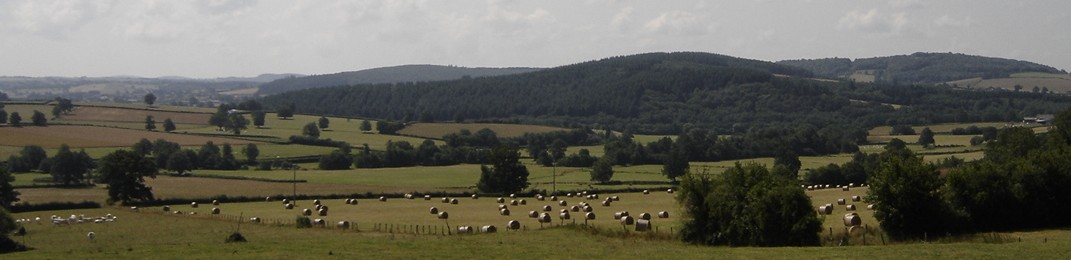
Panorama dans le sud-Morvan (Nièvre).

### Entités paysagères
Lors de la dernière révision de sa charte en 2007, le parc naturel régional du Morvan a procédé à un découpage du territoire morvandiau pour obtenir 4 grands ensembles, subdivisés en 23 entités paysagères :

Entités paysagères du Morvan
La « Dorsale boisée »
Le « Morvan des 400 m »
Les « Piedmonts »
Les « Franges »
Limites du parc naturel régional du Morvan (entre 2008 et 2020)

| - La « Dorsale boisée » : - Le Haut Morvan Boisé - Le Haut Morvan des Etangs - Le Haut Plateau Boisé - La Marche Boisée - Le « Morvan des 400 m » : - La Vallée de l'Anguison - La Vallée de l'Yonne - Les Collines de Brassy - La Vallée du Ternin - Les Vallons du Chaloire - La Vallée de la Dragne - Autour du Mont Beuvray - Les Trois Vallées Encaissées - La Montagne Autunoise |  |  | - Les « Piedmonts » : - Le Piedmont Nord - Le Corbigeois - Les Marches de Saulieu - Le Bazois Sous Château-Chinon - Les « Franges » : - Le Plateau Calcaire - L'Auxois des Buttes - La Plaine d'Autun - Le Val d'Arroux - Les Collines de Luzy - La Terre Plaine |

#### La Dorsale boisée
La « Dorsale boisée » correspond à des secteurs constitués de sommets, dont l'altitude varie de 500 à 900 m, et de cuvettes.
Elle est située au centre du massif et couvre les territoires de communes telles que Arleuf et Planchez (dans le Haut Morvan boisé), Montsauche-les-Settons (dans le Haut Morvan des étangs), Saint-Brisson (dans le Haut plateau boisé) ou une partie de Brassy (dans la Marche boisée).
Cette entité est constituée essentiellement de vastes forêts, avec de petites clairières, et de plans d'eau.

#### Le Morvan des400m

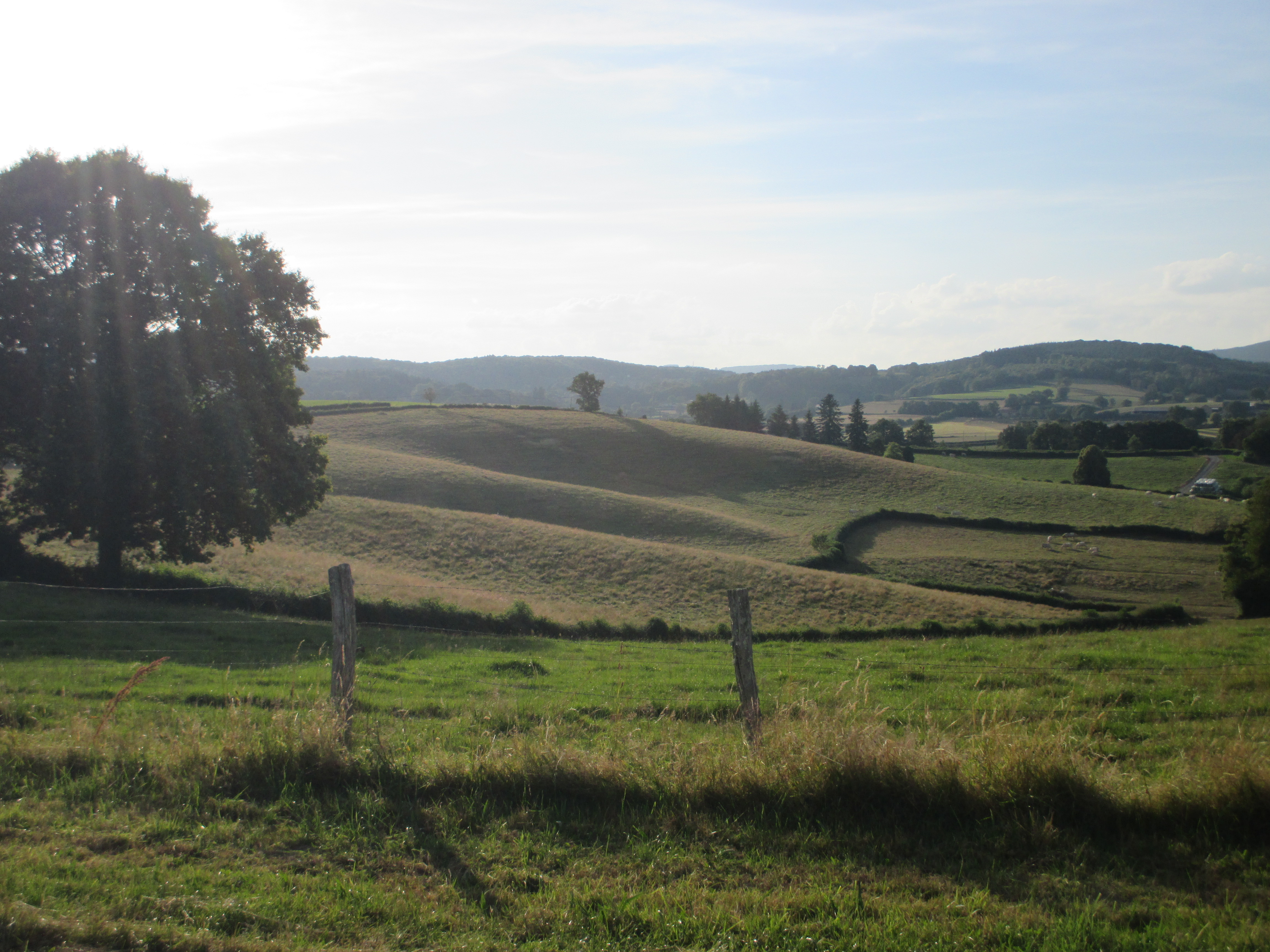
Paysage vallonné « autour du mont Beuvray », sur le territoire de Poil.

Le « Morvan des 400 m » est un ensemble de collines de granite dont l'altitude avoisine généralement les 300 à 500 m, à l'exception des environs du mont Beuvray (qui culmine à 821 m) et des vallons du Chaloire (qui peuvent atteindre les 600 m). Le climat y est par ailleurs moins rude qu'au centre du massif.
Dans ces secteurs, les espaces agricoles sont plus présents que les forêts, contrairement à la « Dorsale boisée ». En effet, si les hauteurs restent souvent couvertes de bois, les flancs de collines sont généralement cultivés ou utilisés pour faire paître les bêtes. Les villages et les routes principales se situent sur les bas des pentes et dans les vallées qui sont parcourues par divers cours d'eau (l'Yonne, l'Anguison, le Ternin, la Celle, etc.).
Cette entité paysagère couvre plusieurs secteurs dans l'ouest, l'est et le sud du massif, notamment les communes de Montreuillon (dans la Vallée de l'Yonne), Chissey-en-Morvan (dans la vallée du Ternin), Anost (dans les vallons du Chaloire), Saint-Léger-sous-Beuvray (dans l'Autour du Mont Beuvray), Villapourçon (dans la vallée de la Dragne) ou encore Uchon (dans la Montagne autunoise).

#### Les Piedmonts
Les « Piedmonts », comme leur nom l'indique, sont situés au pied du massif, et offrent une large vue sur les plaines et plateaux qu'ils dominent : les « Franges ». Les forêts laissent place ici aux plaines et vallées bocagères.
Les piedmonts situés au nord et au nord-est sont relativement élevés : entre 300 et 400 m pour le Piedmont nord (autour de Quarré-les-Tombes et Chastellux-sur-Cure) et généralement 600 m pour les Marches de Saulieu (autour de Liernais et Saulieu). Plusieurs châteaux y ont d'ailleurs trouvé leur place logique.
Ceux situés autour de Corbigny et Moulins-Engilbert, le Corbigeois et le Bazois sous Château-Chinon atteignent respectivement les 200 et 300 m. Ils sont quant à eux tournés vers les plaines du Bazois.

#### Les Franges
Les « Franges » délimitent le massif au nord, à l'est et au sud. L'altitude ne dépasse guère 200 m au nord et atteint difficilement 400 m à l'est et au sud.
Elles se situent autour de Vézelay (dans le Plateau calcaire), Avallon (dans la terre plaine), de Précy-sous-Thil à Autun (dans l'Auxois des buttes et la Plaine d'Autun), jusqu'à Étang-sur-Arroux (dans le val d'Arroux) et Luzy (dans les collines de Luzy).
Ici, les formes arrondies des sommets et les crêtes boisées laissent place aux formes aiguës des plateaux calcaires au nord et aux vallées ouvertes au sud, à l'exception de certaines vallées encaissées comme les gorges de la Canche.

### Climat
Le climat morvandiau se caractérise par des précipitations nombreuses et importantes, des automnes et hivers longs et rigoureux et des températures modérées dont l'amplitude annuelle est supérieure à 20 °C.
| Mois                                | jan.  | fév.  | mars | avril | mai  | juin  | jui. | août  | sep.  | oct.  | nov.  | déc.  | année   |
| ----------------------------------- | ----- | ----- | ---- | ----- | ---- | ----- | ---- | ----- | ----- | ----- | ----- | ----- | ------- |
| Température minimale moyenne (°C)   | −0,9  | −0,3  | 1,9  | 4,1   | 7,8  | 10,9  | 13,2 | 13,1  | 10,8  | 7,3   | 2,6   | 0,2   | 5,9     |
| Température maximale moyenne (°C)   | 4,1   | 5,5   | 8,8  | 12    | 16,1 | 19,3  | 21,9 | 21,4  | 18,3  | 13,6  | 7,8   | 5,1   | 12,8    |
| Précipitations (mm)                 | 121,8 | 105,4 | 91,8 | 87,9  | 113  | 104,8 | 78,4 | 100,8 | 104,1 | 111,3 | 124,7 | 130,4 | 1 274,4 |
| Nombre de jours avec précipitations | 18,7  | 16,2  | 16,6 | 15,5  | 16,9 | 15    | 12,3 | 13,5  | 13,6  | 15,1  | 17    | 18,2  | 191     |

| Diagramme climatique                                  |              |            |           |            |               |              |               |               |              |             |             |
| J                                                     | F            | M          | A         | M          | J             | J            | A             | S             | O            | N           | D           |
| 4,1−0,9121,8                                          | 5,5−0,3105,4 | 8,81,991,8 | 124,187,9 | 16,17,8113 | 19,310,9104,8 | 21,913,278,4 | 21,413,1100,8 | 18,310,8104,1 | 13,67,3111,3 | 7,82,6124,7 | 5,10,2130,4 |
| Moyennes : • Temp. maxi et mini °C • Précipitation mm |              |            |           |            |               |              |               |               |              |             |             |

En raison de sa position et de son altitude, le massif du Morvan connaît des pluies fréquentes et abondantes. Il reçoit en moyenne 1 000 mm d'eau par an sur ses bordures et plus de 1 800 mm sur les sommets les plus élevés ; il pleut ou il neige près de 180 jours par an sur les sommets.
| Mois                               | jan.  | fév.  | mars  | avril | mai   | juin  | jui.  | août  | sep.  | oct.  | nov.  | déc.  | année   |
| ---------------------------------- | ----- | ----- | ----- | ----- | ----- | ----- | ----- | ----- | ----- | ----- | ----- | ----- | ------- |
| Précipitations (mm)                | 124   | 108   | 104   | 88    | 125   | 97    | 73    | 98    | 100   | 110   | 122   | 134   | 1 283   |
| Relevé pluviométrique en 2006 (mm) | 64,4  | 102,4 | 184,1 | 62,2  | 130,5 | 71,4  | 51,7  | 210,2 | 107,8 | 146,1 | 169,1 | 62,4  | 1 362,3 |
| Relevé pluviométrique en 2007 (mm) | 144,2 | 145,1 | 146,4 | 40,9  | 166,1 | 150,2 | 186,5 | 167,9 | 105,3 | 35    | 73,6  | 110,8 | 1 472   |
| Relevé pluviométrique en 2008 (mm) | 113,8 | 50,6  | 190,2 | 120,6 | 99    | 56,4  | 100,7 | 131,6 | 97,3  | 120,4 | 83,2  | 80,4  | 1 244,2 |

### Hydrographie

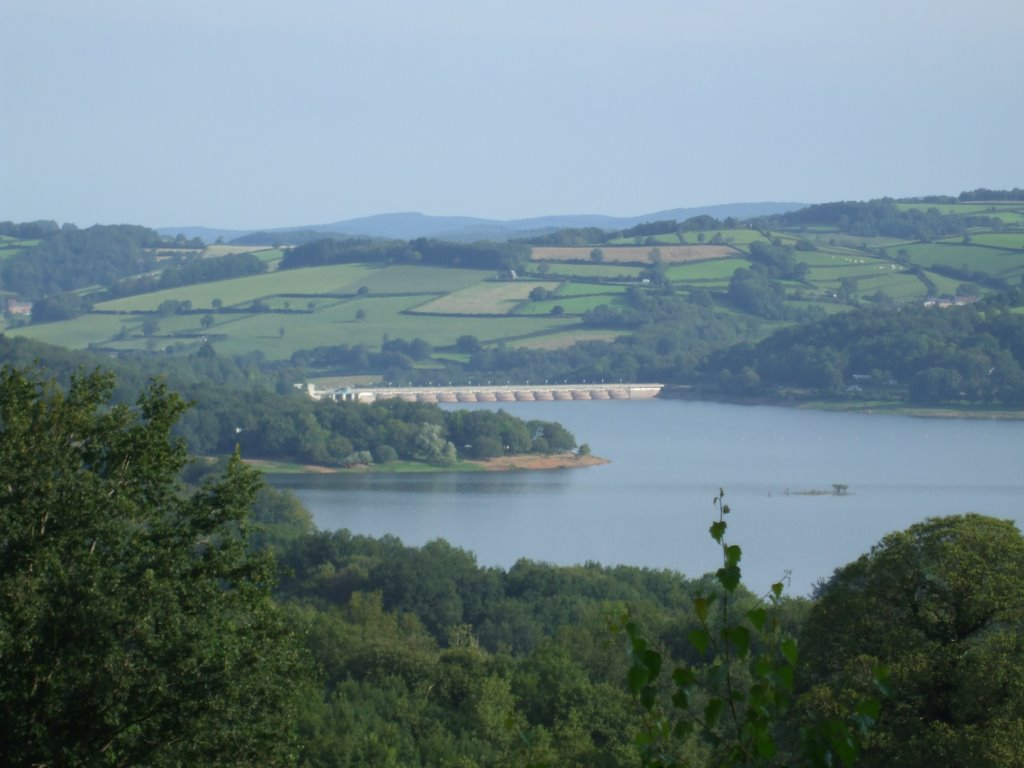
Le lac de Pannecière et son barrage hydroélectrique.

Le relief, la pluviosité et l'absence d'infiltration des eaux en profondeur déterminent donc un réseau hydrographique complexe. Les vallées principales sont alimentées par une multitude de petits ruisseaux. Parmi les principaux cours d'eau figurent l'Armançon, l'Ouche et l'Yonne pour la partie nord du massif ; et l'Arroux et l'Aron pour la partie sud.
On remarque ainsi de nombreux cours d'eau qui alimentent des lacs artificiels (le lac de Pannecière-Chaumard (520 ha) et le lac des Settons (320 ha) sont les plus célèbres). Ces lacs spectaculaires constituent un fort atout touristique pour la région.
Les 4 autres « grands lacs » du Morvan sont : le lac de Chamboux (75 ha), le lac de Chaumeçon (135 ha), le lac du Crescent (165 ha) et le lac de Saint-Agnan (140 ha).
Les roches métamorphiques du Morvan renferment des nappes de faible puissance (quelques mètres), donnant naissance à de nombreuses sources, favorisant ainsi l'existence d'importantes zones humides (tourbières, prairies humides…).
L'eau est peu chargée en sels (eau douce) et de bonne qualité. Les pollutions chimiques sont peu nombreuses du fait de la faible densité de population.

### Orogenèse

#### Ère primaire

Carte géologique du massif du Morvan.

Durant le Paléozoïque, il y a environ 400 millions d'années, l'orogenèse hercynienne fait surgir de hautes montagnes (le Massif armoricain, les Vosges, l'Ardenne, le Massif central), dont le Morvan.
Cette montagne est formée de roches métamorphiques (gneiss, micaschistes) mêlées à des roches magmatiques plutoniques (granites, porphyres) et volcaniques (rhyolites). Le Morvan est ainsi le pays du granite (granite rose d'Avallon, granite de Lormes, granulite de La Pierre-qui-Vire, granite gneissique de Saulieu, micro-granites de Château-Chinon, granite du massif d'Uchon), des rhyolites très dures constituant certains sommets (mont Préneley qui culmine à 855 m et est le second point le plus élevé du Morvan après le Haut-Folin), et des filons uranifères (autunite, uranite, minerai d'uranium le plus commun en surface).
L'érosion finit par abaisser le Morvan qui est ainsi ramené à l'état de socle montagneux.
Le climat chaud et humide favorise l'apparition d'une végétation exubérante. Finalement enfouis sous d'épaisses masses d'alluvions, et par suite de fermentation, les débris végétaux sont transformés avec le temps en houille et schiste bitumineux. Des dépôts carbonifères se forment alors entre le massif du Morvan et le Beaujolais (schiste bitumineux d'Autun, bassins houillers de Blanzy-Montceau-les-Mines, d'Épinac, de Sincey, de Decize-La Machine et du Sud Nivernais).

#### Ère secondaire
Durant le Mésozoïque, il y a 200 millions d'années, à la suite du lent affaissement du socle hercynien, la mer envahit complètement le Bassin parisien, allant jusqu'à immerger le Morvan qu'elle recouvre de marnes et de calcaires. Ces sédiments s'empilent alors sur le socle granitique.
À la suite du retrait des eaux, l'érosion reprend son action et abaisse le Morvan d'au moins 1 000 mètres. Les marnes et calcaires sont alors rejetés vers l'Auxois, le Bazois et le Châtillonnais.

#### Ère tertiaire
À partir du Paléogène, il y a 60 millions d'années, le massif fut basculé vers le nord à la suite du mouvement de surrection du plissement alpin. Ce mouvement violent provoqua des fractures du sol et raviva l'action des eaux vives qui reprirent alors le creusement de leurs vallées en gorges.

### Centres géographiques de la zone euro
De 2001 à 2010, le centre géographique de la zone euro était situé dans le Morvan. De 2001 à 2006, il se trouvait sur la commune de Montreuillon. En 2007, avec l'arrivée de la Slovénie, il fut identifié sur la commune de Mhère. En 2008, avec Chypre et Malte, il était à Ouroux-en-Morvan. De 2009 à 2010, avec l'entrée de la Slovaquie dans la zone euro, il se situait à Liernais. Depuis 2011, avec l'Estonie, il a quitté le Morvan par l'est.
En 1928, Joseph Archer, industriel et homme politique originaire du Morvan avait lancé la création d'une monnaie européenne, Europa.

## Le parc naturel régional du Morvan

Le parc naturel régional du Morvan en Bourgogne depuis la charte de 2007.

Le massif du Morvan est protégé par un parc naturel régional créé en 1970.
À la suite de la dernière révision de sa charte en 2020, la superficie totale élargie du parc est de 3 290,5 km2 pour un total de 68 852 habitants. Il comprend 133 communes adhérentes et 3 villes portes.
La maison du parc naturel régional du Morvan est située à Saint-Brisson.

## Faune et flore

### Faune
La grande diversité de milieux qu'offre le Morvan (forêts de feuillus, forêts de résineux, bocages, zones de culture, pelouses, lacs et étangs, tourbières et prairies humides, rochers et falaises, cavités souterraines et mines) donne à de nombreuses espèces animales une grande capacité d'accueil.
Ainsi, de nombreux mammifères et oiseaux se retrouvent dans cette zone. On y trouve renard roux, genette, chat forestier, sanglier. Le castor, absent depuis de nombreuses années, a fait sa réapparition dans l'ouest de la zone.
C'est une zone refuge pour la loutre, la chouette de Tengmalm ou encore la Musaraigne de Miller.
On dénombre également plusieurs espèces de papillons rares tels que le Fadet des tourbières, le Cuivré de la bistorte, l’Azuré des mouillères, le Nacré de la bistorte et le Nacré de la canneberge.

### Flore
Les différentes conditions écologiques, climatiques et géologiques du massif impliquent une forte diversité dans les essences végétales recensées dans le Morvan.
La présence de sols pauvres et acides (roches cristallines) et de sols riches et fertiles (roches volcano-sédimentaires), ainsi que différents types de climats (de type océanique à l'ouest, submontagnard au centre et continental à l'est) influent fortement sur la répartition des espèces.
On note également la présence d'espèces protégées en Bourgogne (comme l'impatiente n'y-touchez-pas) ou des espèces déclarées d'« intérêt communautaire » par le réseau réseau Natura 2000 (comme l'ache rampante ou le flûteau nageant).

## Histoire

### Mésolithique, Néolithique
Le Néolithique dans le Morvan est encore très méconnu, principalement parce qu'il n'a suscité que peu d'intérêt chez les néolithiciens. Le Mésolithique est aussi présent, par exemple au mont Beuvray.
Origines des matières premières de l'outillage
Pour la fabrication d'outils lithiques, le socle granitique du Morvan impose nécessairement une importation, soit des matières premières, soit de nucléus, soit d'outils déjà fabriqués. Il s'agit donc d'étudier les sites de silex exploités à la périphérie du massif du Morvan.
La diversité des matériaux reflète la rareté des sites d'extraction locaux de matières premières. Ainsi la nécropole du col du Rebout au pied du mont Beuvray (côté nord-est) a livré une série faite de quartz, de ﬂuorite, et de treize types de silex différents dont deux variétés provenant du Bassin parisien : silex de Meusnes (Loir-et-Cher) et silex du Turonien supérieur de la région du Grand-Pressigny (Indre-et-Loire) ; les autres silex de la série viennent du Bazois, de la côte chalonnaise, du Mâconnais, du Roannais, des contreforts occidentaux du Massif central, de Collorgues (silex du Ludien), et s'y trouvent aussi deux types de silex lacustres venant des Limagnes et de la vallée de l’Allier. Le silex du Ludien venant de Collorgues et celui des Limagnes sont connus pour avoir été utilisés à la fin du Néolithique. Le site d'Outron à Corancy, probablement occupé au Chasséen, a lui aussi livré des silex de la côte chalonnaise, de la Combe d’Ain, deux variétés provenant d’Aquitaine et des silex de Meusnes.
Trouvés sur le mont Beuvray, trois blocs de matière première, ou nodules, de silex de craie pourraient provenir du Coniacien d'Aquitaine ; sept autres nodules viennent essentiellement du Coniacien de la vallée de l'Yonne, et un autre provient du Roannais. Leur présence, avec celle d'un nucléus à éclats en silex de la région d’Angoulême, encore exploitable, indique que le site du mont Beuvray recevait des importations directes de matière première ; soit pour produire des outils sur place, soit pour redistribuer localement la matière première.
Le mont Beuvray a aussi livré une lame en silex oligocène méridional, une matière première également présente dans les ensembles chasséens de Chassey,.
Cette diversité dans les matières premières présente une curiosité : les origines en sont soit lointaines, soit de provenances régionales ; mais les sites à silex situés à des distances intermédiaires ne sont pratiquement pas représentés.
Durée des occupations
Une autre problématique est celle de la durée des occupations : ont-elles été provisoires, saisonnières (par exemple pastorales) ou permanentes ?
Locations des sites
Une liste non-exhaustive établie en 2011 cite 84 sites.
Presque toutes les occupations néolithiques connues sont réparties dans la moitié sud du Morvan. Par contre les franges du massif sont, elles, abondamment pourvues en sites néolithiques, généralement mieux connus que ceux du massif proprement dit ; on les trouve notamment au nord-ouest (vallées de l’Yonne et de la Cure), au nord-est (vallée du Serein), au sud-est (vallée de l’Arroux) et au sud (vallée de l’Aleine).

### Époque gallo-romaine

Plan d'ensemble de l'oppidum de Bibracte.

Le Morvan possède une histoire riche principalement héritée de l'époque gallo-romaine. Cette histoire est encore visible à travers le site du mont Beuvray à cheval entre la Nièvre et la Saône-et-Loire.
En -52, une ville nommée Bibracte se trouvait sur le mont Beuvray (821 m). Cette ville, capitale de la tribu gauloise des Éduens est devenue célèbre lors de l'invasion de la Gaule par Jules César. C'est ici que les tribus gauloises décidèrent de structurer leur défense en se regroupant derrière un seul chef, Vercingétorix. Le mont Beuvray est désormais un site de fouilles très important. Les archéologues ont mis au jour des maisons et des murs d'enceinte de Bibracte et tentent de définir quelle était la vie des Gaulois. Le musée de la civilisation celtique, construit à proximité des lieux de fouilles présente entre autres le résultat des recherches à Bibracte.
Après l'invasion romaine, Bibracte est abandonnée au profit d'Autun située à une vingtaine de kilomètres. Si Bibracte est une cité purement gauloise, Autun a au contraire été bâtie à la volonté de l'empereur romain Auguste. Haut lieu du monde gallo-romain, on peut encore y admirer un temple dit de Janus (déformation du lieu-dit La Génetoye), l'enceinte antique de la ville et deux de ses portes (porte d'Arroux et porte Saint-André), ainsi qu'un immense théâtre qui pouvait, à l'époque, accueillir 20 000 personnes.

### Temps modernes
Le Morvan est aussi le pays de Vauban : il y naquit en 1633 à Saint-Léger-Vauban et y vécut durant son enfance.
En 1789, profitant de la suppression de la province de Bourgogne, les autorités municipales d'Autun imaginèrent et tentèrent d'obtenir de l'Assemblée constituante la création d'un département du Morvan, projet qui avorta.

### Époque contemporaine
À partir du début du XIXe siècle, le Morvan a connu une profonde évolution. Le flottage du bois de chauffage pour approvisionner Paris nécessite une importante organisation. Depuis le flottage à bûches perdues (qui consiste au laisser-aller au fil de l'eau) jusqu'à l'arrivée quai de Bercy, ce sont 250 000 stères qui flottent par an en moyenne au XVIIIe siècle. L'apogée est atteinte en 1804 avec 600 000 stères. En 1858, la création du lac des Settons arrive bien après la crise économique forestière de 1840 due à l’apparition du charbon. Puis, après les inondations de Paris de 1910, il fut décidé de réguler le débit de la Seine grâce à des retenues d'eau. De ce projet sont nés les lacs de Chaumeçon, Saint-Agnan, du Crescent, et l'important lac de Pannecière et son barrage hydro-électrique.
Le Morvan, pays pauvre d'un point de vue agricole, a durant la même période été obligé de développer des activités connexes aux travaux de la terre. Ainsi, au côté du flottage du bois, se sont peu à peu imposées deux activités devenues emblématiques de ce massif : les nourrices morvandelles et les galvachers.
Les habitants du Morvan (surtout les anciens et ceux issus du milieu agricole) parlent un patois qui peut varier d'une partie du massif à l'autre : le morvandiau.

### Résistance pendant la Seconde Guerre mondiale
Pendant la Seconde Guerre mondiale, la région est un des lieux privilégiés de la Résistance avec l'implantation de plusieurs maquis dans le massif du Morvan, notamment le maquis Julien, le maquis du Loup, le maquis Socrate, le maquis Bernard, le maquis Camille, le maquis Vauban ou encore le maquis Louis basé aux Fraichots (Larochemillay), et le maquis Roland, réfugié à Nolay.
Plusieurs sites en témoignent, avec stèles commémoratives. Le musée de la Résistance en Morvan présente leur histoire.

## Activités

### Tourisme

#### Musées

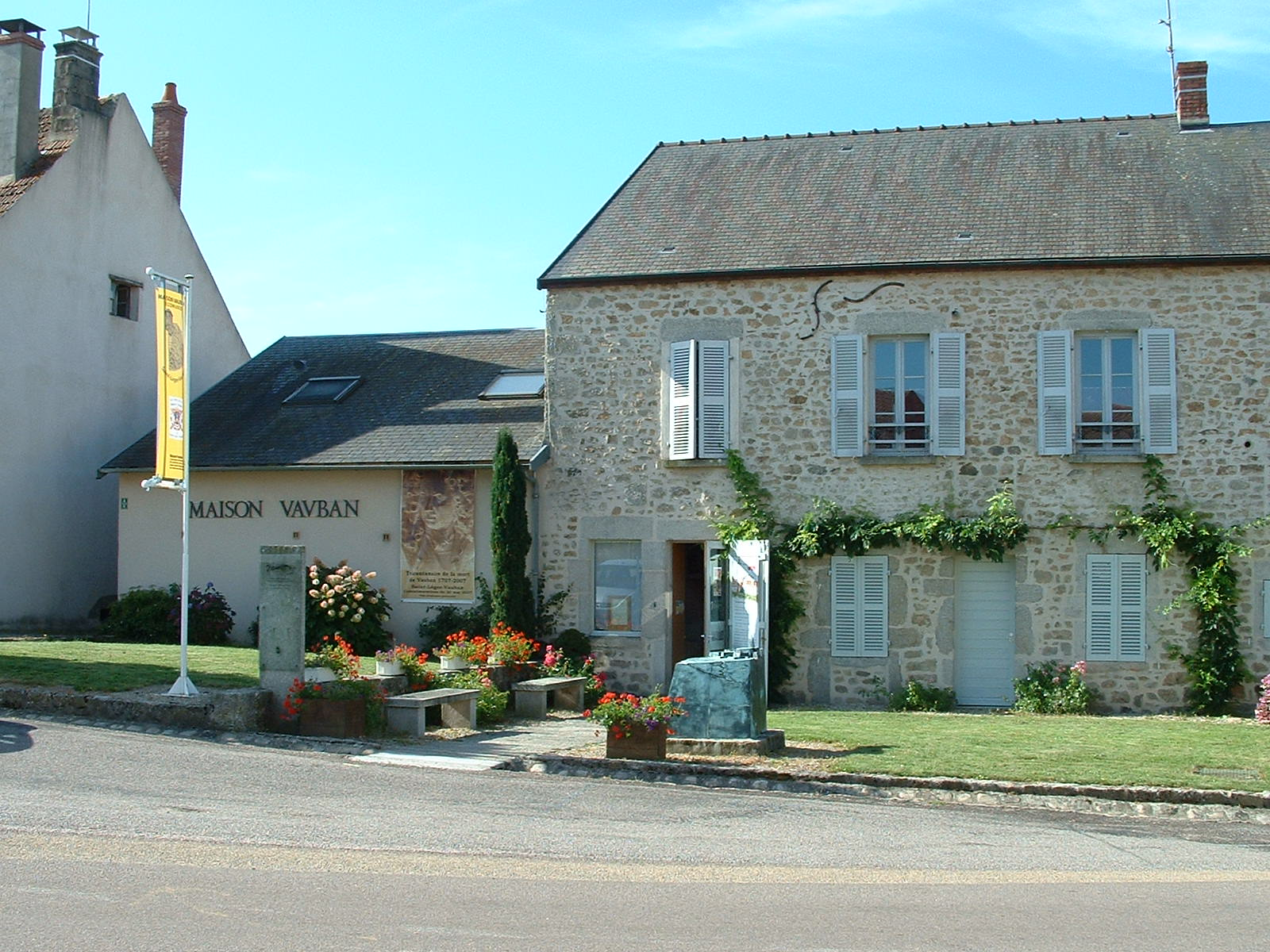
La Maison Vauban à Saint-Léger-Vauban.

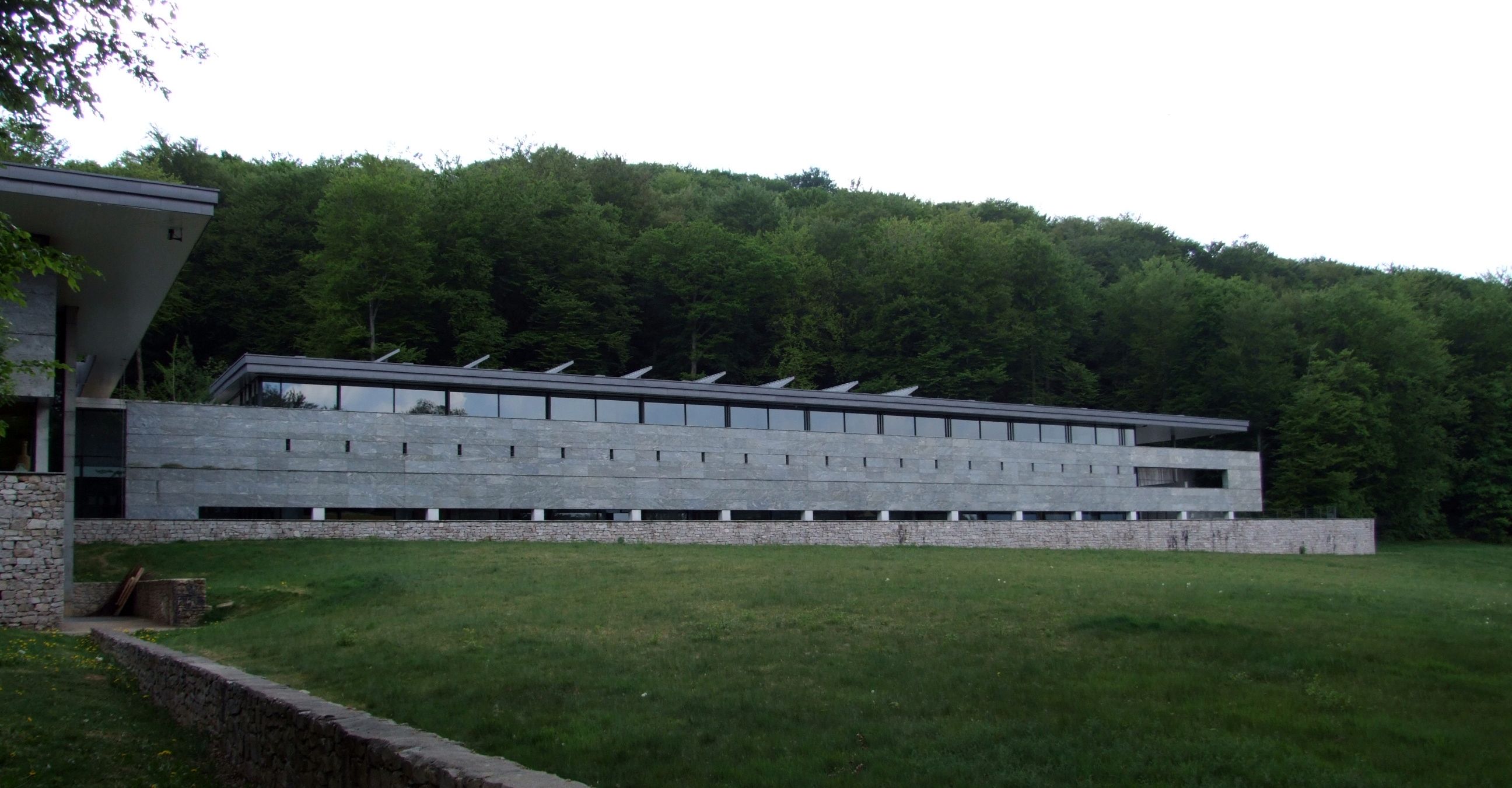
Le Musée de la civilisation celtique de Bibracte.

Le Morvan dispose d'un écomusée regroupant 7 maisons à thèmes dispersées dans diverses communes du massif :
- la Maison du Seigle à Ménessaire
- la Maison des Galvachers à Anost
- la Maison Vauban à Saint-Léger-Vauban
- la Maison de l'Élevage et du Charolais à Moulins-Engilbert
- la Maison des Hommes et des Paysages à Saint-Brisson
- la Maison du patrimoine oral de Bourgogne à Anost
- le Musée des Nourrices et des Enfants de l'Assistance publique à Alligny-en-Morvan

On trouve également d'autres musées propres au Morvan comme le musée de la Résistance en Morvan à Saint-Brisson, le musée de la civilisation celtique à Saint-Léger-sous-Beuvray, le musée François-Pompon à Saulieu ou le musée du Costume de Château-Chinon à Château-Chinon (Ville).
Il existe également le musée du Septennat de François Mitterrand à Château-Chinon (Ville) ainsi que le muséum d'histoire naturelle d'Autun à Autun.

#### Sentiers de randonnées

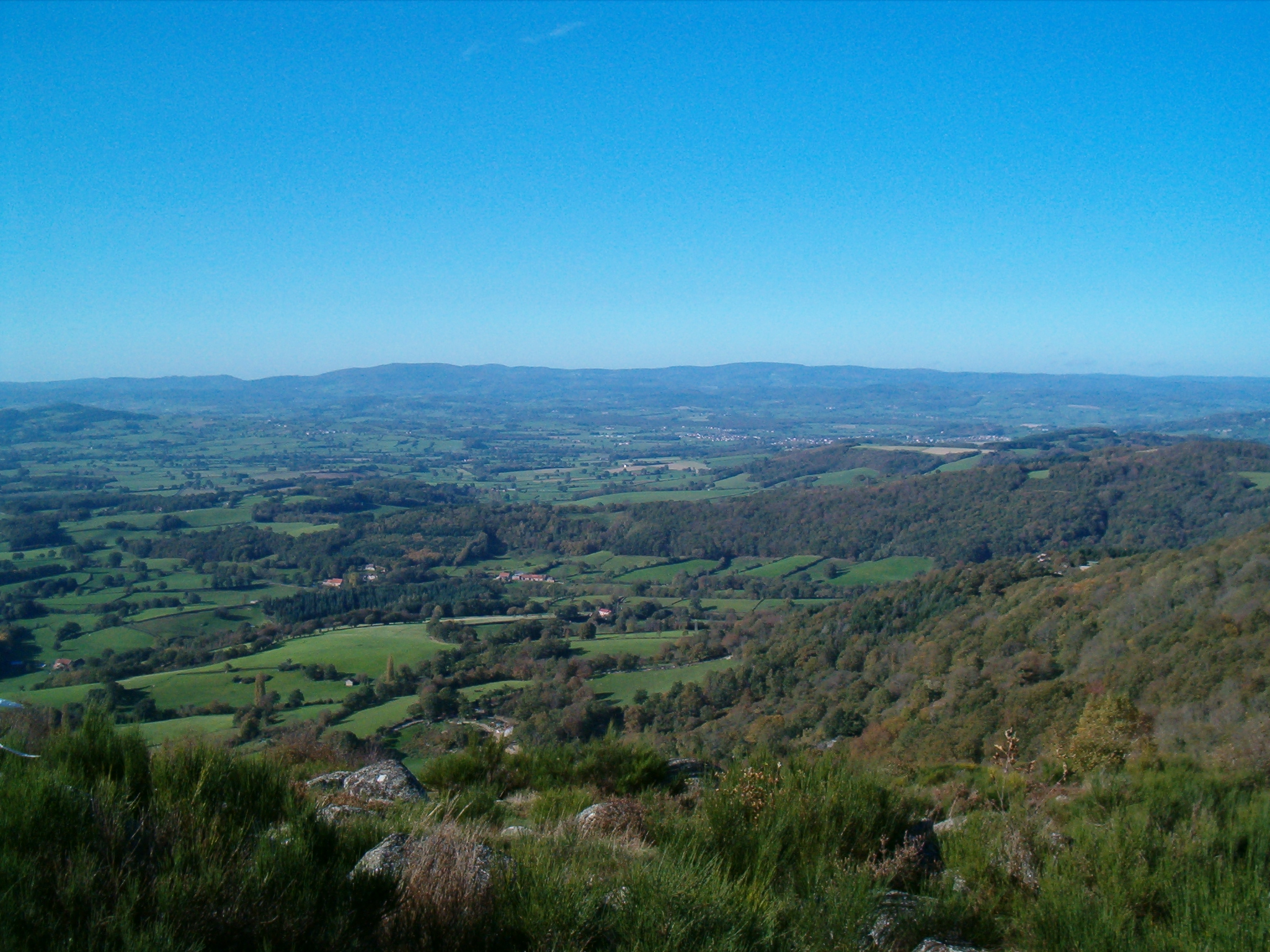
Panorama sur le Morvan depuis le belvédère du Carnaval à Uchon en Saône-et-Loire. La commune d'Étang-sur-Arroux est visible au loin, au centre droit. À l'arrière-plan gauche, on distingue le mont Beuvray.

Le massif dispose de nombreux sentiers et parcours de randonnées pédestres, équestre et à VTT.
On note entre autres les sentiers de grande randonnée suivants :
- le GR 13 qui traverse le massif du Morvan du nord au sud ;
- le GR de pays Tour du Morvan qui permet de faire le tour du massif ou de le traverser d'est en ouest ;
- le GR 131 qui relie le Mont Beuvray à Autun ;
- le chemin Bibracte-Alésia qui relie les oppidums gaulois de Bibracte et d'Alésia.

Plusieurs étapes de la Grande traversée du Massif central (GTMC) à vélo tout-terrain (VTT) traverse le Morvan. Cet itinérance de 1 380 km part d'Avallon jusqu'à Agde.

### Économie

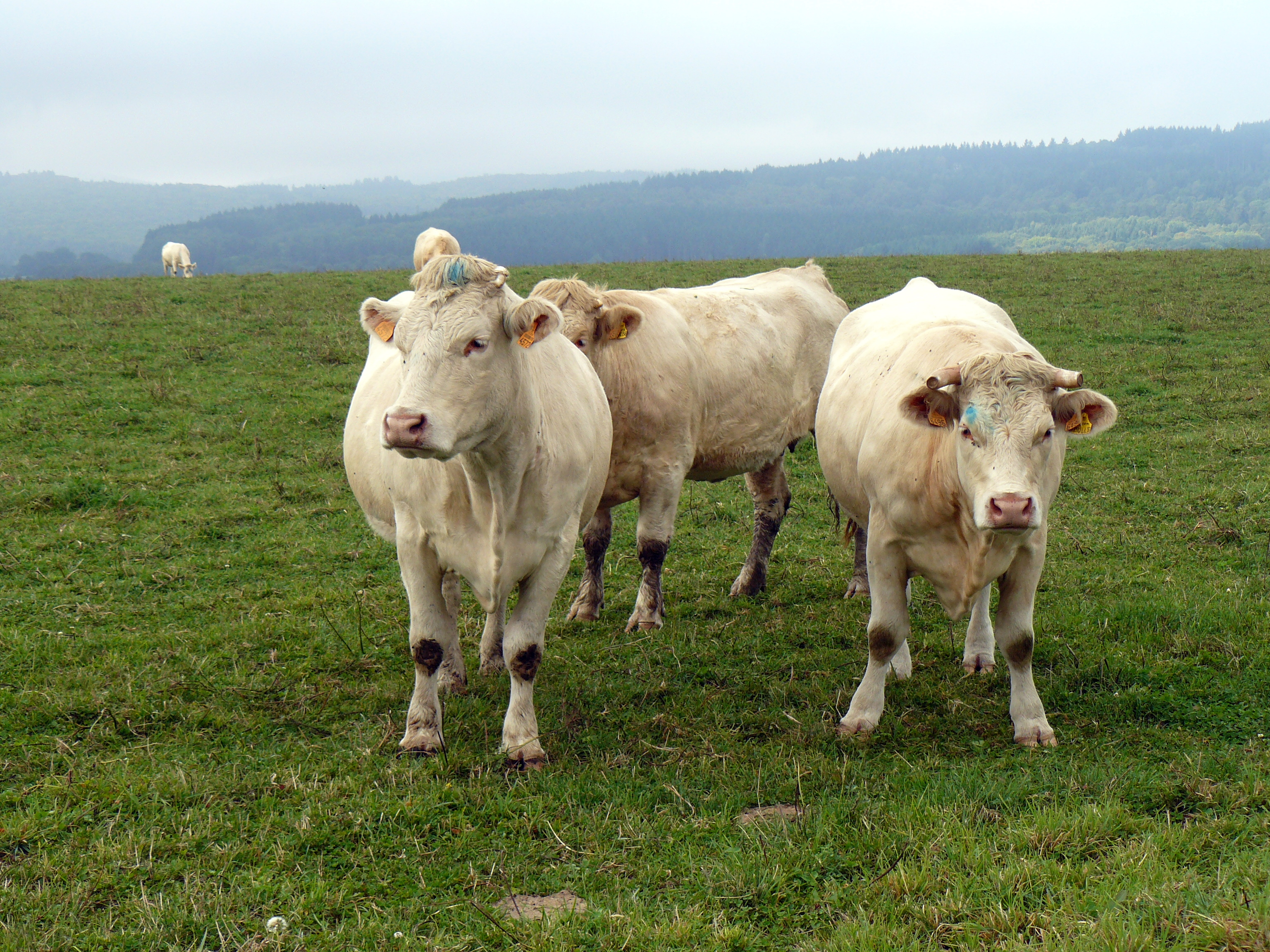
Vaches de race charolaise au-dessus de Roussillon-en-Morvan (Saône-et-Loire).

#### Agriculture et sylviculture
Le Morvan est encore très marqué par l'agriculture puisque 29 % des actifs travaillent dans le secteur primaire. L'activité est essentiellement traditionnelle et basée sur l'élevage bovin (race charolaise) dans des parcelles très morcelées (moins d'un hectare en moyenne, et 50 ha en moyenne pour la totalité d'une exploitation). Les autres types de culture et d'élevage restent plus discrets.
La sylviculture morvandelle, quant à elle, fournit tous les hivers la France en sapins de Noël (notamment la région du Haut Folin). La forêt recouvre d'ailleurs près de 50 % du Morvan. Les forêts de feuillus et de résineux sont en concurrence mais ce sont les résineux, profitant du développement des douglas, qui gagnent peu à peu du terrain (78 000 ha de feuillus contre 43 000 ha de résineux).

#### Nouvelles technologies
Depuis 2003, le Morvan s'est lancé dans le développement numérique de son territoire. Une association d'experts, la Mission numérique du Pays Nivernais Morvan, basée à Lormes, a pour ambition de développer l'économie morvandelle grâce aux technologies numériques. Un des projets phare réalisés concerne la mise en place d'un centre de télétravail (ou télécentre) à Lormes et à Moulins-Engilbert.

### Transports
Le Morvan est situé sur l'axe Paris - Lyon ; il est traversé par plusieurs axes de transport d'importance nationale comme l'autoroute A6, ainsi que la LGV Sud-Est et la ligne de Paris-Lyon à Marseille-Saint-Charles (par le tunnel de Blaisy-Bas).

## Culture et traditions populaires

### Littérature orale
Achille Millien a recueilli un fonds important de chansons populaires mais aussi de contes et autres formes de la littérature orale du Nivernais et du Morvan. Ces documents ont été classés par Paul Delarue (pour les contes) et Georges Delarue (pour les chansons). C'est en partant de l'énorme masse de contes recueillis par Millien que Paul Delarue a conçu le catalogue du conte populaire français[réf. nécessaire], continué par Marie-Louise Tenèze, dont quatre volumes sont parus à la mort de cette dernière. L'ensemble des contes publiés ou inédits ainsi que des notes, résumés et fragments ont été rassemblés en un fichier électronique établi et annoté par Jacques Branchu. Ce dernier, travaillant aussi sur les légendes, a publié en mars 2015 une sélection de contes inédits de Millien. Il donne accès, par l'ensemble des informations qu'il apporte, au monde des contes de transmission orale. Une sélection de contes autrefois publiés par Millien lui-même ou par Paul Delarue dans des revues, établie et préfacée par Françoise Morvan, était parue sous le titre Contes de Bourgogne, aux éditions Ouest France en 2008.

### Le Morvan en musique

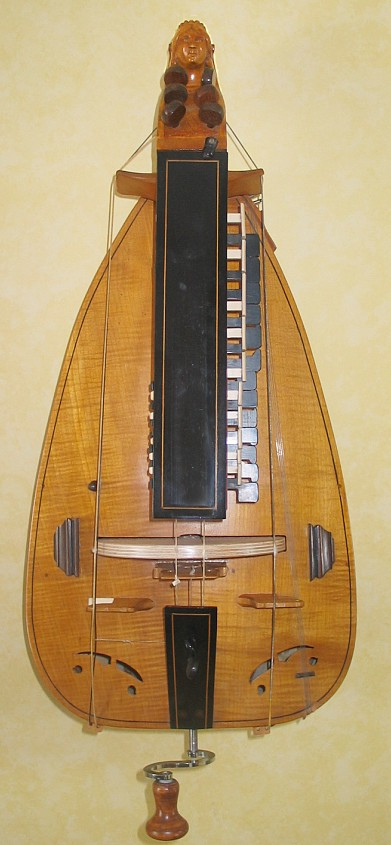
Vielle à roue.

La musique du Morvan se rattache à une aire culturelle qui englobe tout le centre de la France (Berry-Bourbonnais-Nivernais) et se caractérise par un répertoire ayant subi une forte influence de la musique auvergnate de Paris.

#### Les instruments de musique traditionnels
- L'accordéon diatonique et l'accordéon chromatique : malgré leur arrivée tardive au début du XXe siècle, ils font partie des instruments les plus populaires et les plus utilisés pour la musique traditionnelle morvandelle.
- La vielle à roue : tout comme l'accordéon, c'est l'un des instruments les plus répandus en Morvan.
- La cornemuse (ou « Panse d'oueille » ou Zuarne) : après avoir quasiment disparue après 1950, le nombre de joueurs de cornemuse est de nouveau élevé dans le Morvan depuis la fin des années 1980[23].
- Le violon : alors qu'il était très présent sur l'ensemble du massif et ses pourtours, il est aujourd'hui moins répandu que les précédents instruments et est surtout présent dans les secteurs ou la vielle l'est moins, c'est-à-dire dans le nord du massif[24].

#### La Morvandelle
Dans cette région pauvre qui nourrissait mal ses enfants, la vie était difficile. Les morvandiaux traduisaient en chanson leurs conditions de vie.
La Morvandelle est un texte relativement récent, puisqu'il fut écrit en 1903 par le poète Maurice Bouchor, à la demande de l'Amicale des instituteurs de la Nièvre. La mélodie est une vieille chanson morvandelle : « le galant d’lai Nan-nette ».
Cette chanson, emblématique du Morvan, évoque un pays pauvre et rude, mais fier de sa liberté. Elle déplore que Paris leur prenne femmes (les nourrices morvandelles étaient réputées) et bois (les bûches du Morvan partaient par l'Yonne et la Seine en bois de chauffage).

### Habillement traditionnel et folklorique

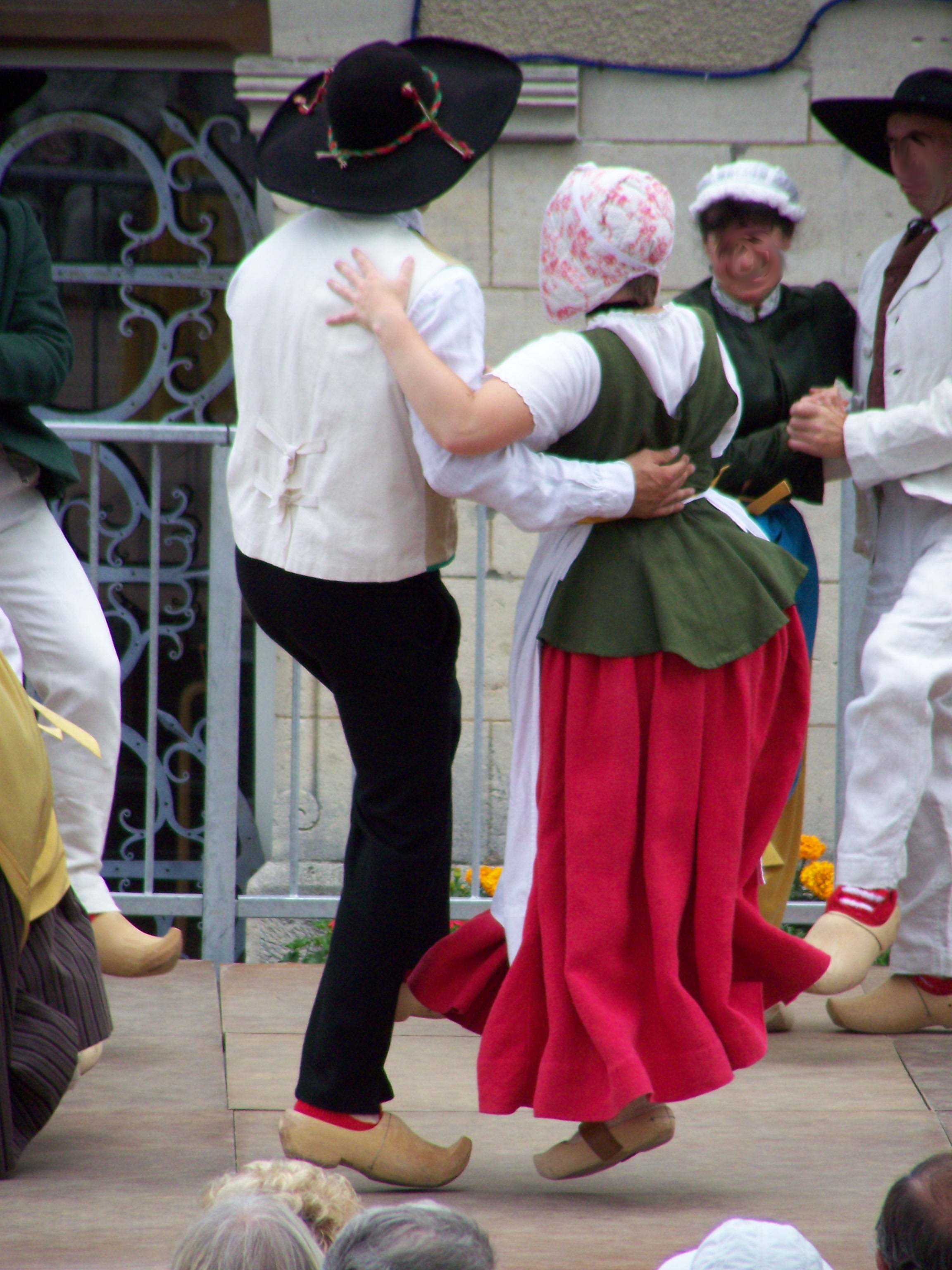
Reconstitution de costumes morvandiaux par la troupe des Galvachers du Morvan.

Les tenues traditionnelles ne sont aujourd'hui guère portées hormis lors de manifestations folkloriques et fêtes de village. Leur utilisation a néanmoins perduré jusqu'au début du XXe siècle.

#### À la campagne
Le paysan morvandiau portait généralement un pantalon surmonté d'une « biaude » : une blouse, généralement bleue et qui arrivait à mi-cuisses pour les cultivateurs. Les vendeurs de bétail portait quant à eux une « biaude » grise ou noire qui tombait jusqu'aux genoux.
Il portait également la « colmelle » ou « coulmelle » : un chapeau de feutre noir à bords plus ou moins larges, ainsi qu'un foulard rouge noué autour du cou.
Il se chaussait de sabots en bois verni qu'il portait pieds nus.

#### À la ville
D'autres habits étaient portés pour les jours de fêtes, ou plus généralement par les citadins. Les hommes portaient alors un pantalon à pont, habituellement de couleur sombre (noir ou gris) ou bien blanc pour les jours de fête, fait en poulangis (étoffe nivernaise analogue à la serge ou à la tiretaine).
Ce pantalon était accompagné de guêtres, également en poulangis le plus souvent, remontant jusqu'aux genoux et retenues habituellement par un fil de laine.
Le tout était surmonté d'une veste. Ce pouvait être une « dômaire » (ou « daumière »), une longue veste colorée fendue formant des basques larges tombant jusqu'à mi-cuisses. On trouvait également la « c'miyôle », une veste courte et colorée.

### Gastronomie
La gastronomie traditionnelle du Morvan est issue essentiellement des ressources produites par les fermes au XIXe et du début du XXe siècle : vache, porc, volaille, pomme de terre, lait et œuf.
Le Morvan étant un « pays rude », la nourriture se devait d'être simple et consistante. Les mets sont donc souvent très gras et basés sur de la charcuterie.
On produit notamment le « jambon du Morvan » et les « terrines du Morvan » dans les environs de Château-Chinon, Arleuf ou Onlay.
Le Morvan produit également deux fromages : le « Saint-Alban » et le « Fin Morvan ». Ces fromages autrefois produits à Lormes ne sont plus commercialisés.
Les plats typiques que l'on pourra trouver sont :
- La potée bourguignonne : échine de porc cuite à l'eau durant de nombreuses heures avec des légumes d'hiver (chou, carottes, pommes de terre, navets, oignons) ;
- La galette aux griaudes (ou brioche aux griaudes) : brioche salée à base d'œuf, de farine, de lait, de levure et de lard de cochon poêlé ;
- Le crapiau morvandiau (ou grapiau morvandiau) : crêpe salée épaisse à base de farine de sarrasin, de lait, d'œufs et de lard de cochon poêlé ;
- La rapée morvandelle : une galette à base de pommes de terre râpées. Selon les secteurs, la pâte peut-être agrémentée de fromage blanc, d'œuf et/ou de gruyère râpé.

## Architecture

### Architecture d'antan

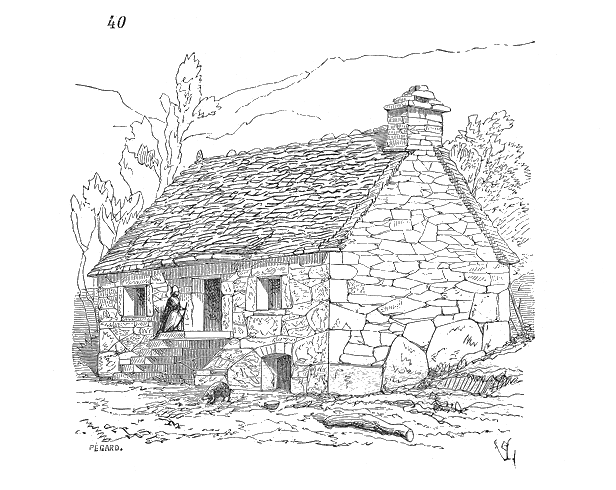
Maison typique morvandelle de l'époque médiévale. Dessin d'Eugène Viollet-le-Duc, paru dans le Dictionnaire raisonné de l’architecture française du (1856).

Les maisons traditionnelles rurales du Morvan ont été implantées, depuis l'époque médiévale, selon des critères bien établis, c'est-à-dire à proximité d'une source, de terres cultivables et de forêts dont le bois servait pour le chauffage et la construction.
La présence de carrières de granit et d'arène jouait également un rôle important dans leur construction.
Les habitations traditionnelles peuvent être isolées ou regroupées en petit hameau. Ces derniers hameaux prennent quelquefois le nom d'huis à partir du XIVe siècle. Ces constructions sont installées de préférence à l'abri d'une colline, à mi-pente sur le versant nord, plutôt qu'au fond d'une vallée. Leurs façades sont quant à elle plutôt orientées vers le sud ou l'est afin de tourner le dos aux vents froids du nord et aux pluies venant de l'ouest.
Deux fenêtres sont généralement disposées de part et d'autre de la porte d'entrée. À l'extérieur, un escalier en pierre permet l'accès au grenier. Ce dernier est généralement carrelé sur une couche de terre et est aéré par de fines ouvertures oblongues. La toiture est assez pentue afin de faciliter la descente de la neige durant la période hivernale.
Les plus petites maisons sont constituées d'une pièce principale unique, avec une annexe, généralement accolée à la bâtisse sur un pignon, comprenant généralement l'âtre de la cheminée, un poulailler et un four à pain. Les plus grandes maisons ou fermes comprennent les mêmes éléments, avec en plus une grange, une étable et des remises (appelés encore aujourd'hui des toits ou toitons), pouvant servir de cellier ou de porcherie. Ces toits pouvaient également se situer à l'entresol si la bâtisse n'était pas de plain-pied.
Les maisons typiques morvandelles suivent une architecture autarcique, c'est-à-dire qui utilise des matériaux locaux, issus de la culture ou d'extraction :
Le bois
Le bois, d'essences locales (chêne, châtaignier), était utilisé pour la charpente de la toiture, les linteaux de portes de grange, ainsi que pour le mobilier.
Le chaume
Le chaume, provenant de la paille de seigle, était principalement utilisé compte tenu de son faible coût. Le Morvan, jusqu'à la fin du XIXe siècle comptait en effet de grandes superficies de culture de seigle, notamment dans les cantons de Château-Chinon et de Montsauche.
Du fait de son inflammabilité, du risque de pourriture ainsi que du recul de la culture du seigle, le chaume fut peu à peu remplacé par l'ardoise d'Angers à partir de la fin du XIXe siècle.
La chaux
La chaux servait de mortier pour maçonner les murs (intérieurs et extérieurs) du logis et des dépendances. Elle les protégeait tout en les laissant respirer.
L'arène granitique
Associée à la chaux ou à de la terre, l'arène granitique permettait la construction des murs.
Le granit
Le granit taillé permettait la réalisation de linteaux de fenêtres et d'entourage de portes. Il provenait de petites carrières proches ou de carrières plus importantes comme celles de Lormes ou de La Roche-en-Brenil.

### Architecture contemporaine
Afin de préserver l'identité du territoire et la qualité paysagère et environnementale du Morvan, et rester cohérent avec le label de parc naturel régional, le Parc est partenaire des mairies, des Directions départementales de l'Équipement (DDE) des 4 départements bourguignons et des 3 conseils d'architecture, d'urbanisme et d'environnement (CAUE) de la région.
Dans cette optique, le Parc a pour mission d'informer et conseiller tout habitant souhaitant construire ou rénover une habitation dans le massif du Morvan. Une majorité des demandes de permis de construire transitent par le Parc qui donnent alors un avis simple sur les aspects architecturaux et l'intégration dans le territoire des projets des habitants. La DDE, la mairie et le CAUE sont alors libres de suivre ou non cet avis consultatif.
Ainsi, le Parc propose certains fondements et principes de base pour les constructions et rénovations dans le Morvan :
L'implantation
Il est déconseillé de construire son habitation en situation de mitage, et de préférer une implantation dans la continuité du village ou du hameau, tout en respectant l'implantation et l'orientation des bâtiments voisins déjà existants.
Il est également conseillé de conserver la pente naturelle du terrain en y « collant » la construction et en y intégrant une cave semi-enterrée et/ou une terrasse, c'est-à-dire de ne pas réaliser de remblais ou talus trop importants,.
Les murs d'enceinte de 2 mètres, les murs en parpaings apparents et les haies en thuyas sont à proscrire au bénéfice de murets d'environ 1 mètre ou de haies d'essences locales.
La volumétrie
Il est conseillé d'éviter les façades en pignon et les toitures à pentes multiples, et de préférer des volumes simples sur un plan de forme rectangulaire,.
Les ouvertures des façades et pignons
Il est déconseillé d'utiliser de multiples formats d'ouvertures, de respecter un alignement trop rigoureux des linteaux et de réaliser trop d'ouverture sur les pignons. Il est préférable de privilégier l'asymétrie des niveaux des percements et de conserver les ouvertures existantes dans l'ancien bâti.
De même, les fenêtres plus hautes que larges et les volets en bois seront privilégiés aux grandes baies vitrés et aux volets roulants et/ou en PVC,.
Les matériaux et les couleurs
Les enduits en ciment gris, les joints creux, le PVC ou tout matériau exogène au Morvan sont à éviter. On préfèrera l'enduit à la chaux, le bois peint et les pierres locales.
On évitera également les couleurs vives, le bois lasuré et le blanc en façade.
On préférera des couleurs rosées ou ocre pour les enduits de façades, gris-ardoise et rouge-tuile pour les toitures, et des nuances de bleu, rouge ou gris pour les menuiseries extérieures.